# Andreas Zülow
Andreas Zülow (* 23. Oktober 1965 in Ludwigslust) ist ehemaliger deutscher Boxer und Olympiasieger im Leichtgewicht von 1988.

## Karriere
Andreas Zülow begann im Alter von neun Jahren mit dem Boxsport und wurde von Trainer Dieter Schäfer als Talent erkannt. Er boxte für den SC Traktor Schwerin und bestritt im Laufe seiner Karriere 322 Kämpfe, von denen er 273 gewann. Er wurde 1983 DDR-Vizemeister im Bantamgewicht, 1984, 1985 und 1986 DDR-Meister im Federgewicht, sowie 1987, 1988 und 1989 DDR-Meister im Leichtgewicht. Nach der Wiedervereinigung wurde er 1992 noch Deutscher Meister im Halbweltergewicht.
Bei Europameisterschaften unterlag er 1985 in Budapest im Viertelfinale gegen Tomasz Nowak, 1987 in Turin im Achtelfinale gegen Mechak Ghasarjan und 1989 in Athen im Achtelfinale gegen Kostya Tszyu. 1991 in Göteborg gewann er schließlich die Silbermedaille im Halbweltergewicht, nachdem er sich gegen Marh Malajow, Stéphane Cazeaux und Michele Piccirillo in das Finale vorgekämpft hatte und dort erneut gegen Kostya Tszyu unterlegen war.
Bei der Weltmeisterschaft 1986 in Reno gewann er eine Bronzemedaille im Federgewicht; nach Siegen gegen Klaus Niketta, Kunle La Costa und Bobby McCarthy, war er im Halbfinale gegen Kelcie Banks unterlegen. 1989 in Moskau wurde er Vize-Weltmeister im Leichtgewicht, nachdem er sich gegen Darrell Hiles, Fared Cheklat und Kostya Tszyu durchgesetzt hatte und erst im Finale knapp mit 15:15+ gegen Julio González verloren hatte. 1991 in Sydney schied er im Achtelfinale gegen Peter Richardson aus.
Sein größter Erfolg war der Gewinn der Goldmedaille im Leichtgewicht bei den Olympischen Sommerspielen 1988 in Seoul, nachdem er Patrick Waweru aus Kenia, Giorgio Campanella aus Italien, Kostya Tszyu aus der Sowjetunion, Mohamed Hegazi aus Ägypten, Romallis Ellis aus den USA und George Cramne aus Schweden besiegt hatte. Bei den Olympischen Sommerspielen 1992 in Barcelona schlug er Kim Jae-kyung aus Südkorea und unterlag im Achtelfinale gegen Héctor Vinent aus Kuba.

### Weitere Erfolge (Auswahl)
- März 1993: 2. Platz im Halbweltergewicht beim Chemiepokal in Deutschland
- Februar 1992: 2. Platz im Halbweltergewicht beim Pre-Olympic Tournament in Spanien
- Mai 1990: 1. Platz im Halbweltergewicht beim Box-Am Tournament in Spanien
- März 1990: 1. Platz im Halbweltergewicht beim Chemiepokal in Deutschland
- März 1990: 2. Platz im Leichtgewicht beim AIBA Challenge Match in Deutschland
- April 1989: 1. Platz im Leichtgewicht beim King's Cup in Thailand
- März 1989: 1. Platz im Leichtgewicht beim Chemiepokal in Deutschland
- Februar 1989: 1. Platz im Leichtgewicht beim AIBA Challenge Match in Marokko
- März 1988: 2. Platz im Leichtgewicht beim Pre-Olympic Tournament in Südkorea
- März 1988: 1. Platz im Leichtgewicht beim Chemiepokal in Deutschland
- Oktober 1987: 1. Platz im Leichtgewicht beim Beijing International Tournament in China
- April 1987: 3. Platz im Federgewicht beim King's Cup in Thailand
- März 1987: 1. Platz im Federgewicht beim Chemiepokal in Deutschland
- November 1986: 1. Platz im Federgewicht beim 75 Years of Dutch Boxing Tournament in den Niederlanden
- März 1986: 1. Platz im Federgewicht beim Chemiepokal in Deutschland
- Oktober 1985: 1. Platz im Federgewicht beim Tammer-Turnier in Finnland
- März 1985: 3. Platz im Federgewicht beim Chemiepokal in Deutschland
- April 1984: 1. Platz im Bantamgewicht beim Chemiepokal in Deutschland
- September 1983: 1. Platz im Bantamgewicht beim Silver Gloves Tournament (U-19) in Polen

Er beendete seine Karriere 1995 und betreibt seitdem das Box- und Fitnessstudio GSC-GYM in Gadebusch.